# Diego Perotti
Diego Perotti, född 26 juli 1988, är en argentinsk fotbollsspelare.

## Karriär
Diego Perotti värvades till Sevilla 2007 från Deportivo Morón. Han började spela i lagets B-lag och gjorde inte debut i A-laget innan säsongen 2008/2009. Han debuterade då mot Espanyol. En match som Sevilla för övrigt vann med 2-0. Perottis första mål i Sevilla-tröjan kom mot Deportivo La Coruña den 23 maj 2009. Han gjorde också landslagsdebut för Argentina 2009. Det var mot Spanien den 9 november 2009. Då förlorade Argentina med 1-2.
Under säsongen 2009/2010 blev Perotti ordinarie i Sevilla. Han tog då över Diego Capels plats på vänstermittfältet.
Den 1 februari 2016 lånade Genoa ut Perotti till Serie A-konkurrenten Roma. Han debuterade för klubben redan dagen efter, i en 2–0-seger över Sassuolo. Den 7 februari gjorde han sitt första mål för Roma, i en 2–1-seger över Sampdoria.
Den 5 oktober 2020 värvades Perotti av turkiska Fenerbahçe. Den 1 september 2021 lämnade han klubben.